# Hrabstwo Grant (Oklahoma)

Piramida wieku mieszkańców hrabstwa Grant

Grant – hrabstwo w stanie Oklahoma w USA. Założone w 1892 roku. Populacja liczy 4 527 mieszkańców (stan według spisu z 2010 roku).
Powierzchnia hrabstwa to 2599 km² (w tym 8 km² stanowią wody). Gęstość zaludnienia wynosi 2 osoby/km².
Nazwa hrabstwa pochodzi od nazwiska prezydenta Stanów Zjednoczonych Ulyssesa Granta.

## Miasta
- Deer Creek
- Jefferson
- Lamont
- Manchester
- Medford
- Nash
- Pond Creek
- Renfrow
- Wakita